# Vlčtejn
Vlčtejn település Csehországban, a Dél-plzeňi járásban. Vlčtejn Žákava, Chlum, Chválenice, Nezvěstice és Zdemyslice településekkel határos. Lakosainak száma 102 fő (2024. január 1.).

## Népesség
A település lakosságának változását az alábbi diagram mutatja:
| Lakosok száma | 190  | 230  | 236  | 156  | 104  | 104  | 87   | 89   | 90   | 102  |
|               | 1869 | 1900 | 1921 | 1961 | 1980 | 2011 | 2016 | 2019 | 2021 | 2024 |